# Фалавинья, Наталия
Наталия Фалавинья да Силва (порт. Natália Falavigna da Silva; 9 мая 1984, Ангола) — бразильская тхэквондистка, чемпионка мира, бронзовый призёр Олимпийских игр 2008 года.

## Карьера

### Олимпийские игры
Первой олимпиадой для Фалавиньи стала летняя Олимпиада 2008 года, проходившая в Пекине. В соревнованиях по тхэквондо она поочерёдно выиграла у греческой спортсменки Кириаки Кувари и австралийки Кармен Мартон, а в полуфинале уступила норвежке спортсменке Нине Солхейм.
На Олимпиаде 2012 года, которая проходила в Лондоне, уже в первом круге она уступила кореянке Ли Ин Чонг, выступая в весовой категории свыше 67 кг.